# Maqaf
Le maqaf (en hébreu : מַקָּף (maqqēph), littéralement « jointure »), ‹ ־ ›, aussi écrit macaf, maccaph, ou maqqeph, est un signe de ponctuation utilisé dans l’alphabet hébreu et utilisé de manière similaire au trait d’union mais dont la position est différente.
Son caractère Unicode est 05BE.
| Maqaf hébreu | Trait d’union |
| --- | ------------- |
| עַל־יְדֵי | עַל‑יְדֵי        |
| Note: le maqaf est posé sur la ligne de tête des lettres tandis que le trait d’union est aligné sur la médiane. |               |